# Carduus rivasgodayanus
Carduus rivasgodayanus là một loài thực vật có hoa trong họ Cúc. Loài này được Devesa & Talavera mô tả khoa học đầu tiên năm 1981.